# Pangio alternans
Pangio alternans és una espècie de peix de la família dels cobítids i de l'ordre dels cipriniformes.

## Morfologia
- Els mascles poden assolir 3,6 cm de llargària total.
- Nombre de vèrtebres: 45-48.[2]

## Hàbitat
Viu en zones de clima tropical.

## Distribució geogràfica
Es troba a l'est de Borneo (Indonèsia).